# Кучета
Кучетата (Canis) са род бозайници от семейство Canidae. Родът включва 7 до 10 вида хищници като вълк, чакал, койот.
Един от най-разпространения домашен любимец, кучето е също представител на рода. Той е подвид на вълка, въпреки видимите анатомични различия, наложени в резултат на селекция от страна на човека. Кучето динго е друг представител, който е пример за превръщане от одомашнено животно в диво.

## Видове
Род Кучета
- †Canis dirus – Свиреп (ужасен) вълк
- Canis simensis – Етиопски вълк, етиопски (червен) чакал
- Canis mesomelas – Черногръб чакал
- Canis adustus – Ивичест чакал
- Canis aureus – Чакал, златист чакал
- Canis anthus – Златист (африкански) вълк
- Canis latrans – Койот, прериен вълк
- Canis rufus – Червен вълк, риж вълк
- Canis lycaon – Източноканадски червен вълк
- Canis lupus – Вълк, сив вълк
  - Canis lupus dingo – Динго
  - Canis lupus hallstromi – Новогвинейско пеещо куче, Новогвинейско динго
  - Canis lupus familiaris – Домашно куче
  - и още 36 подвида на Canis lupus